# Spodnja Besnica
Spodnja Besnica je naselje u slovenskoj Općini Kranju. Spodnja Besnica se nalazi u pokrajini Gorenjskoj i statističkoj regiji Gorenjskoj. 

## Stanovništvo
Prema popisu stanovništva iz 2002. godine naselje je imalo 866 stanovnika.